# Musique d'Iran
 (février 2025).

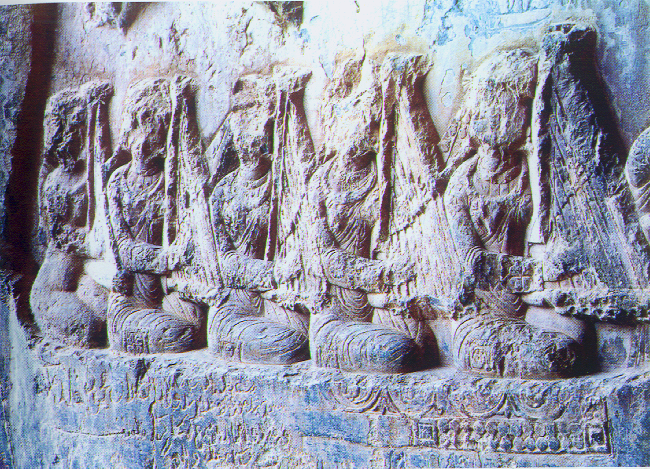
Instrumentalistes d'Harp dans la Perse ancienne, Reliefs de Taq-e Bostan, VIe siècle.

La musique iranienne (auusi appelée musique savante persane, musique traditionnelle persane et musique iranienne) englobe toutes les musiques produites par des artistes  iraniens ; que ce soit en Iran ou par la diaspora iranienne. Elle s'est en outre propagée au sein de la musique afghane, tadjike et turque.
Plusieurs fois pendant des millénaires, la musique iranienne remonte au Néolithique ainsi que l'attestent les sites archéologiques de Suse et Élam, au sud-ouest de l'Iran : on y jouait du luth et de la flûte sans qu'on en sache beaucoup plus. Dans l'empire Achéménide, Hérodote reconnaît une place importante de la musique, particulièrement à la Cour royale ; il note également son rôle très important dans les cérémonies religieuses d'adoration de Mithra.
Une distinction s'impose entre la science de la musique (musicologie, Elm-e Musiqi) qui, en tant que branche des mathématiques a toujours été très bien considérée en Iran, et la performance musicale (Tarab, Navakhteh, Tasneef, Taraneh ou plus récemment[Quand ?] Muzik) qui a souvent eu une relation conflictuelle avec les autorités religieuses.

## Histoire

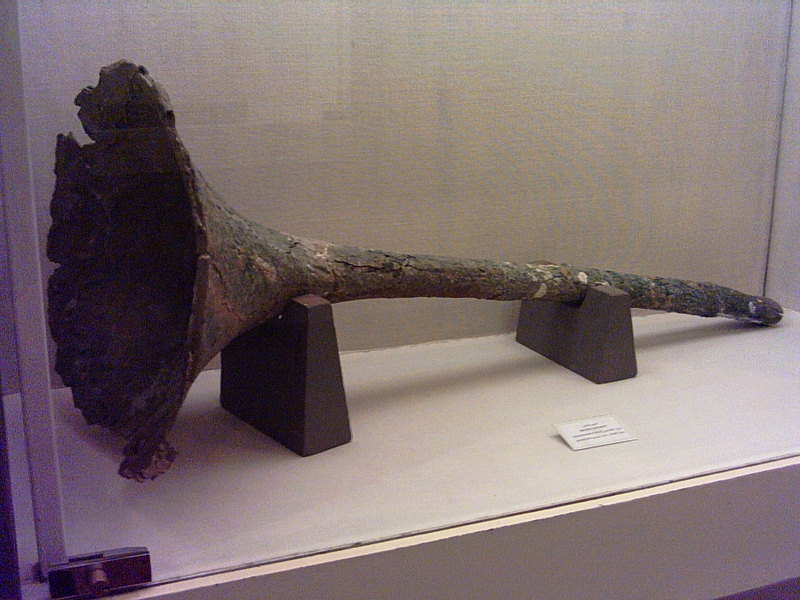
Karnay, Cor ancien de Perse, 6 BC, Musée de Persépolis.

L'ambivalence de la culture de l'Iran vis-à-vis de la musique peut être appréciée dans un contexte que Darius Shayan a appelé schizophrénie culturelle : la nature contradictoire des deux sources de la culture iranienne (la Perse antique et l'islam). Dans la Perse antique, les musiciens jouissaient d'une bonne position sociale. Les Élamites et les Achéménides faisaient certainement appel à des musiciens, mais cette musique reste inconnue. Pendant l'ère Parthe, les troubadours ou Gosans étaient très recherchés. Il existe des théories académiques affirmant que les premiers poètes de langue Dari d'Iran oriental comme Roudaki étaient en fait des Gosans.
Avant l'invasion arabe, les mélodies qui étaient chantées ou récitées étaient tirées de l'Avesta, le livre sacré du Zoroastrisme. Le mot gah a deux sens : en pehlevi, il signifie à la fois gath (une prière contenue dans l'Avesta) et temps. Les modes appelés yekgah, dogah, segah chahargah, panjgah, sheshgah, et haftgah étaient utilisés pour chanter les gath un à sept. Récemment, il s'est avéré que le mode appelé rāst (littéralement « vérité ») était utilisé pour chanter les histoires des actes louables ou des personnes bienfaitrices ; que le mode shekasteh (littéralement « brisé ») était utilisé pour chanter les histoires des hommes malfaisants. Le mode homayoun était utilisé pour réciter les prières du matin. La plupart de ces modes existent toujours aujourd'hui.
Quand les Sassanides arrivent au pouvoir, la position et valeur des musiciens sont si élevées que leurs prénoms sont transmis depuis. Néanmoins, si on sait que Mani était un peintre et Borzouyeh un homme de lettres autant qu'une figure médicale, leurs noms ont survécu pour des raisons autres que la pratique de leur art. De même, Farhad était un célèbre sculpteur, mais surtout connu pour sa romance avec la reine Chirine. Pendant le règne de Khosro Parviz, il existait une rivalité exacerbée parmi les maîtres musiciens (Barbad, Sarkad, Ramtin et Nakissa). Barbad inventa le luth et les traditions musicales qui se transformeront en maqâm puis aboutiront au système dastgâh.
Après l'islamisation, les musiciens perses n'ont pas disparu. Ainsi on attribue à Ziriab d'avoir eu la plus grande influence sur l'Andalousie et la musique espagnole. Les philosophes Farabi et Avicenne n'étaient pas seulement des théoriciens de la musique, mais également, respectivement, des adeptes du luth et du ney. Cependant, l'Islam, de la fin de l'époque médiévale et à l'ère moderne, considère la musique avec suspicion ; pour certains, la musique affaiblit la raison. Et la danse, nécessairement accompagnée de musique, est ainsi également considérée comme licencieuse,.
Avant la révolution de 1979, l'Iran produit des stars de la chanson comme Gholam Hossein Banan et des instrumentistes comme Abolhasan Saba, Ahmad Ebadi, Hossein Tehrani, Faramarz Payvar, Hassan Kassayi et Javad Maroufi. La révolution islamique de 1979 inaugure une renaissance de la musique classique perse de laquelle ont émergé des célébrités nationales et internationales comme Mohammad Reza Shadjarian, Parissa, Sima Bina, Parviz Meshkatian, Hossein Omoumi, Kayhan Kalhor, Mohammad Reza Lotfi, Hossein Alizadeh, Madjid Khaladj, Darioush Tala'i, Shahram Nazeri, Madjid Kiani,  les frères Kamkar-s,  Sahar Mohammadi,  Tahere Falahati, Sepideh Raissadat, Solmaz Badri , et bien d'autres. Bien que la révolution ait entraîné la popularité de la musique classique, la musique et l'islam n'ont pas toujours fait bon ménage, et beaucoup d'Iraniens très conservateurs ne voyaient pas d'un bon œil même les mélodies et les paroles les plus simples. Le rôle des femmes dans la musique a aussi été réduit à l'occasion de la révolution ; il leur a été désormais interdit de chanter en public, mais elles peuvent encore jouer d'un instrument.

## Hiérarchies traditionnelles

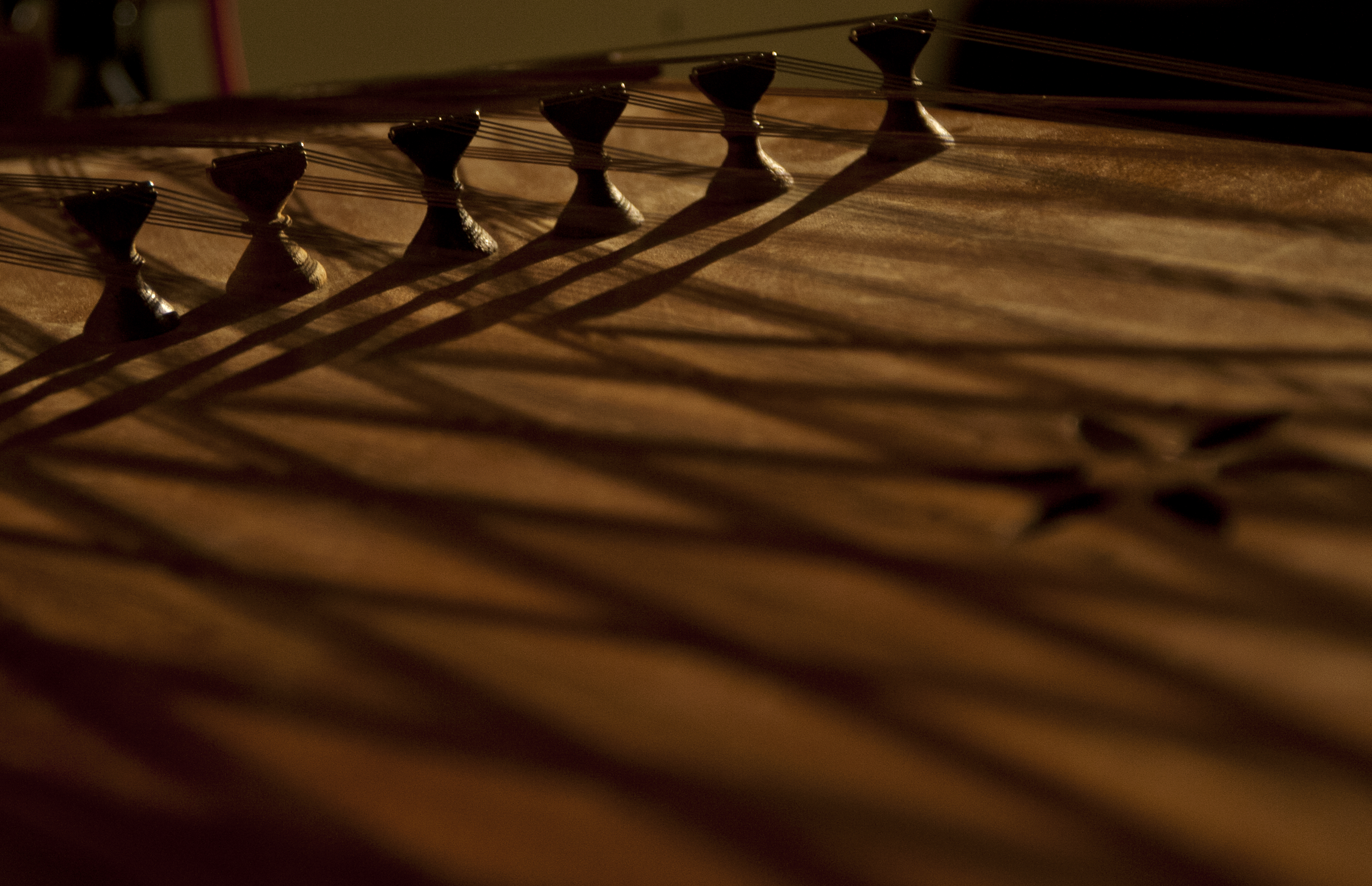
Santour est l'un des instruments les plus populaires de la musique persane.

La musique perse académique classique (Musiqi Asil ou dastgah) est ancrée dans les théories de l'esthétique des sons telles qu'elles ont été exposées par Al-Fârâbî et Shirazi dans les premiers siècles de l'Islam. Ce genre musical perpétue les formules mélodiques qui sont souvent attribuées aux musiciens des Cours impériales de Khosro Parviz à la période Sassanide. Le dastgâh est la musique de ceux qui possèdent ou font preuve d'un goût raffiné et d'une grande culture (malgré sa popularité actuelle).
Il y a d'autres genres de musique respectables, qui, n'étant pas autant fondés sur une théorie abstraite, paraissent plus utilitaires. À ce groupe appartient la musique martiale de Perse (Musiqi Razmi) : quoique remplacée par des formes européennes depuis la modernisation de l'armée, ses racines plongent dans l'époque Parthe, comme le montrent les sources romaines. Cette musique, avec de grands tambours (ou dafs), ainsi que des instruments à cuivre, n'était pas seulement utilisée en temps de guerre, mais également dans les cérémonies officielles. La Naqareh Khaneh ou "maison du tambour", principale représentante de ce type de musique avait survécu jusqu'à l'ère Qajare, mais en ce temps-là, l'essentiel de l'expérience acquise pendant la période Safavide avait disparu. La seule survivance de cette forme de musique, réduite à ses éléments, se reconnaît dans la musique de la Zurkhaneh, l'art martial traditionnel iranien, où l'exercice des champions (Pahlavan, littéralement parthiens) est régulé par un joueur de daf/vocaliste connu sous le nom de Murshid.
La musique religieuse présente une disparité en tant que catégorie musicale. La cantillation du Coran n'est pas considérée comme de la musique par les musulmans, mais comme quelque chose de plus sublime. De la même manière, la liturgie religieuse ou Noheh est une catégorie de chanson improvisée, mais n'est jamais étudiée en termes musicaux. Les pièces de théâtre (tazieh) représentant la passion chiite dans des pièces narrant le martyre de l'imam Hussein ont leur origine dans la musique martiale de l'Iran. Pareillement, la musique Soufie, bien qu'ayant établi ses propres traditions comme l'utilisation de l'instrument mystique daf et de livrets de poésie mystique persane, se distingue nettement de la musique du dastgâh ; elle possède une liberté de composition plus grande tout en étant rythmiquement plus sophistiquée ; elle s'inspire de traditions folkloriques ancestrales et liées à des croyances.
La musique populaire occupe l'étage inférieur de l'échelle de la respectabilité[réf. nécessaire], à l'exception de la musique folklorique qui joue un rôle important dans la vie quotidienne des iraniens ruraux. Certaines des plus belles musiques composées en Iran sont des chansons folkloriques du Kurdistan et du Khorassan par exemple. Au contraire des autres genres musicaux qui descendent de la musique classique perse, les chansons folkloriques ont beaucoup influencé le système du dastgâh et des noms tels qu'Ispahan et Bayat-e Turk attestent des origines régionales de formules mélodiques.
Le théâtre musical, sous la forme du Ruhowzi où le bassin couvert au milieu de la cour intérieure des maisons servait de scène, est considéré comme décadent par de nombreux iraniens. Les tasnif, ou composition populaires urbaines, étaient souvent jouées comme support à la danse, dans des fêtes uniquement féminines ou à l'occasion de compositions plus célèbres comme celles de Baba Karam.

## Musique classique

### Musique classique persane

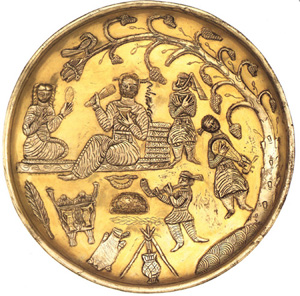
Assiette d'argent post-Sassanide, VIIe siècle au British Museum.

Le terme Khonyâ-ye Bâstâni Irâni (en persan : خنيای باستانی ایرانی) est la translittération d'un terme qui pourrait être traduit par « Musique iranienne antique », ce qui revient à dire « Musique classique persane ». L'expression Musiqi-e assil et Khonyâ-ye Bâstâni Irâni sont des termes équivalents, bien que le second soit moins utilisé de nos jours.
Bien que les origines de la musique modale persane soient imprécises, les chercheurs pensent que le premier système musical du Moyen-Orient est inventé par Barbad, musicien de la Cour durant l'empire Sassanide. Ce système est connu sous le nom de Khosravani royal, dédié au roi Khosro II. De nombreuses appellations des modes utilisés actuellement dans la musique classique iranienne, les dastgâhs, dateraient de cette époque et se sont transmises oralement. Plusieurs modes et mélodies ont cependant disparu, probablement à cause des envahisseurs musulmans dont les souverains bannirent la musique. La musique classique a par la suite été jouée seulement dans les Cours royales jusqu'au XXe siècle, et parfois en secret à l'intérieur de petites communautés.

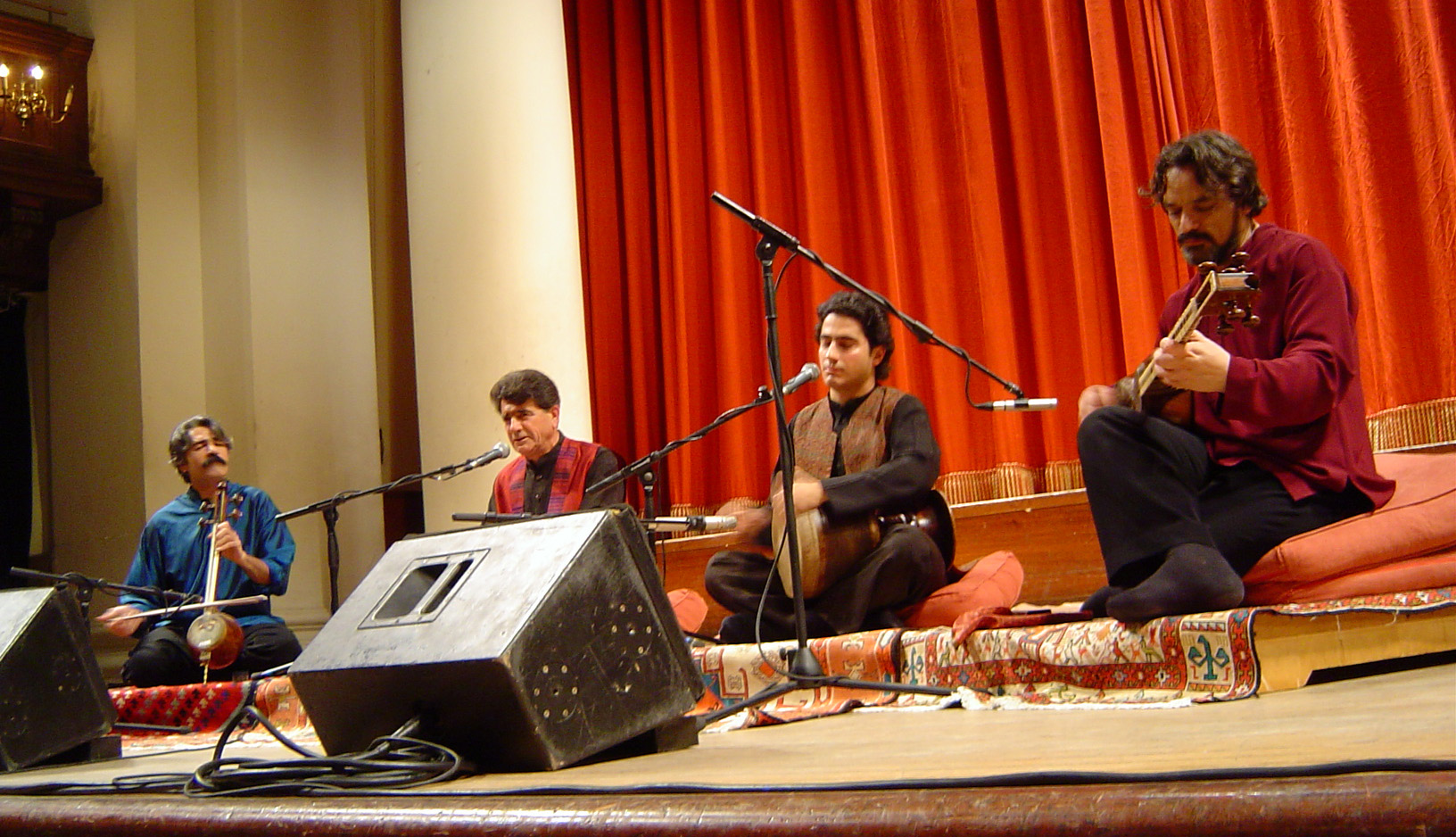
Mohammad Reza Shadjarian et l'ensemble de musique classique persane.

La musique classique persane est improvisée et basée sur une série de gammes modales et d'accords qui doivent être mémorisés. Les apprentis et les maîtres (ostad) ont traditionnellement une relation très particulière qui s'est perdue au cours du XXe siècle avec le déplacement de l'enseignement de la musique dans les universités et les conservatoires et l'avènement des partitions, sous l'influence occidentale.
Le répertoire (radif) est divisé en douze dastgâhs, avec plus de deux cents courtes mélodies (gusheh), chaque gusheh et chaque dastgâh ayant un nom. Un morceau de musique comporte habituellement :  un pishdaramad (pré-introduction), un daramad (introduction), un tasnif (chanson),  un chahar mezrab (rythmique), et un nombre défini de gusheh (mouvements).
Il existe différents radifs selon les instruments ou les maîtres. Parfois, lors de performances non conventionnelles, ces parties peuvent varier ou certaines peuvent être omises. Les mouvements complexes en 10, 14 ou 16 temps n'ont plus été joués après la fin de l'empire Safavide ; depuis, la plupart des morceaux sont joués en 6 ou 7 temps au maximum. De nombreuses mélodies et modes peuvent se retrouver dans les mugham azéris et dans les Maqâm arabes et turcs. Ces échanges dateraient de la période du califat.
La musique classique persane est essentiellement vocale. Le vocaliste joue un rôle crucial : c'est lui qui décide de l'ambiance à exprimer et qui choisit le dastgâh correspondant à celle-ci. Il est aussi responsable du choix des poèmes (issus de la poésie classique) qui vont être chantés. Si le morceau requiert des instruments, le chanteur est accompagné par au moins un instrument à corde ou à vent et au moins un type de percussions. Il peut y avoir un groupe de musiciens, mais le chanteur principal doit garder son rôle. À certains moments, les musiciens peuvent accompagner le chanteur en chantant quelques vers. Traditionnellement, la musique se joue assis sur des coussins (parfois des chaises) et tapis richement décorés. La musique classique persane continue d'avoir un rôle spirituel comme tout au long de son histoire, et n'a guère de rôle récréatif. Les compositions peuvent varier immensément entre le début et la fin, alternant entre des pièces contemplatives et des démonstrations spectaculaires du brio du musicien, appelé tahrir. Les textes religieux des paroles sont remplacés par des poésies des mystiques médiévaux comme Hafez et Rûmî comme le fait l'Ensemble Dastan.

### Musique classique occidentale
L'Iran n'est pas étranger à la musique classique occidentale. De nombreuses stations de radio de Téhéran jouent des concertos de Mozart quotidiennement, et de nombreux iraniens sont même devenus célèbres dans cet art. Le compositeur classique de la fin du XXe siècle, Kaikhosru Shapurji Sorabji est d'origine persane. Parmi ses concitoyens :  
- Shardad Rohani, chef d'orchestre à l'orchestre philharmonique de Los Angeles ;
- Lily Afshar, guitariste de classe mondiale et élève de Andrés Segovia ;
- Loris Tjeknavorian, principal chef d'orchestre de l'Orchestre de la Maison de l'opéra Rudaki à Téhéran[7] ;
- Hormoz Farhat, compositeur, ethnomusicologue et professeur de musique[8].

Par ailleurs, Zubin Mehta, le chef d'orchestre mondialement connu de l'orchestre philharmonique de New-York, est d'origine persane. En 2005, Ali Rahbari, chef de l'orchestre symphonique de Téhéran, a joué la 9e symphonie de Beethoven au Hall Vahdat de Téhéran.
Il existe des tentatives pour combiner la musique classique perse et la musique classique occidentale. Davoud Azad, un musicien et vocaliste iranien de renom, essaye de combiner le style de Jean-Sébastien Bach et la musique classique persane. Citons aussi la musicienne française Rolande Falcinelli, auteur de plusieurs pièces opérant une synthèse entre la musique savante persane et la musique occidentale. Plusieurs œuvres illustrent cette démarche : Mathnavi pour orgue (sur un poème mystique d'Ibrahim Araqî), Miniatures persanes (Suite pour orgue en quatre parties, Azân pour flûte et orgue (Cinq appels à la prière sur des textes du Coran).

## Musique folklorique

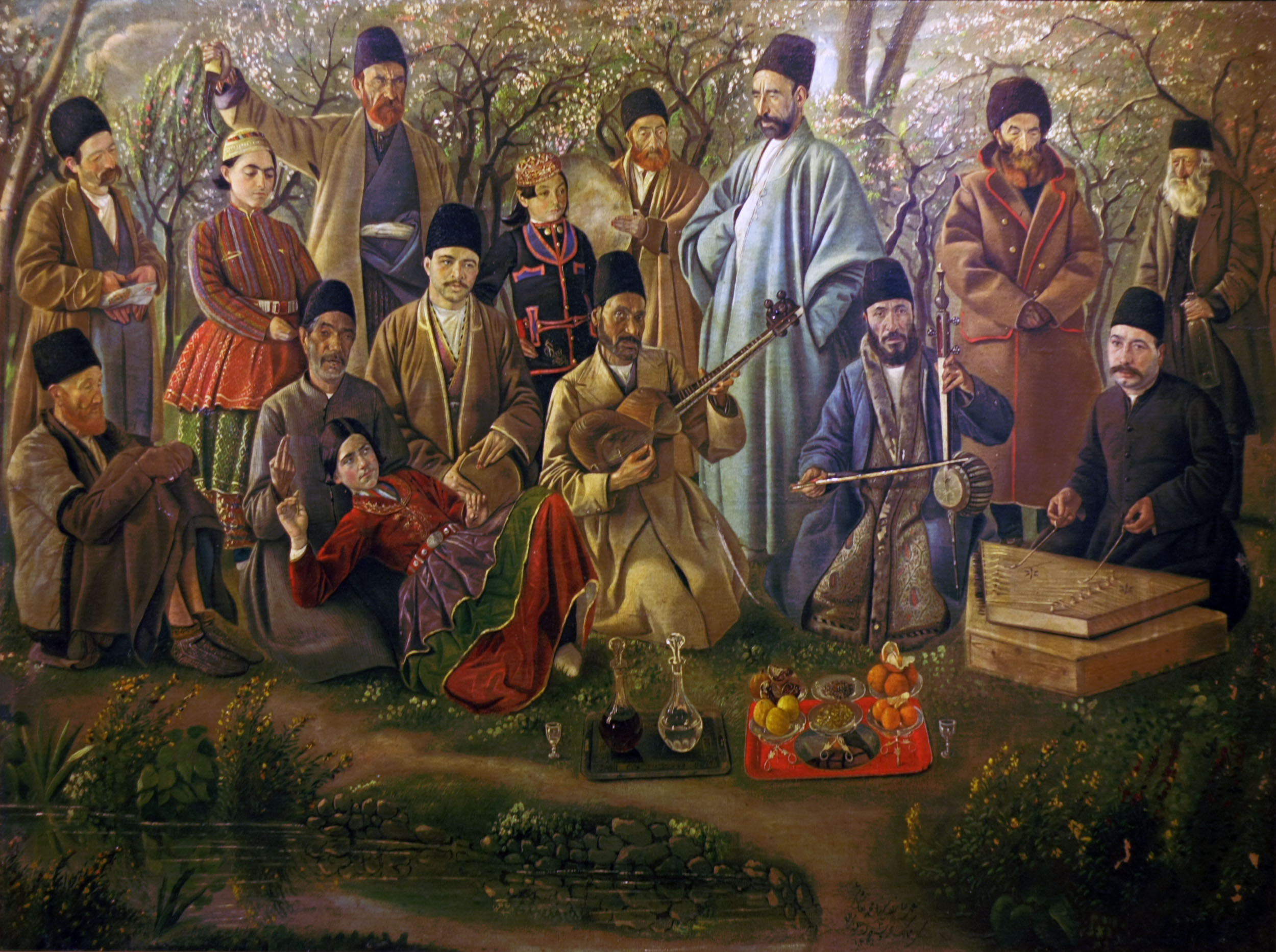
Groupe de musiciens persans en 1886, tableau de Kamal-ol-molk.

L'Iran est constituée de divers groupes ethniques, dont les Kurdes, les Azéris, les Bakhtiaris, les Baloutches, les Turkmènes, en outre de communautés juive, arménienne et tsigane. La musique folklorique est de ce fait, riche et variée, pas tant dans l'instrumentation (plutôt sobre et similaire), mais dans la technique musicale, tant vocale qu'instrumentale. 
Il existe une grande tradition de bardes comme dans les pays alentour, avec les ashiqs et les bakhshîs.

### Musique azérie
La musique azérie n'est guère différente de la musique iranienne pratiquée ailleurs, mais elle a la particularité d'employer la langue azérie, qui est dérivée du turc et non du persan. La proximité de la Turquie apporte également des instruments folkloriques tel le saz, qui remplace parfois le tambûr ou le setâr. 
En outre la musique asheghi reprend les traditions des troubadours rencontrés en Asie centrale.  L'Azerbaïdjan iranien a donné de grands interprètes nationaux tel Hossein Alizadeh.

### Musique baloutche
Le Baloutchistan iranien abrite des traditions musicales orientées elles aussi non pas vers un divertissement, mais par un aspect spirituel. Toutefois, l'effet recherché ici, n'est pas similaire à celui que les Kurdes se fixent. Les Baloutches, plus proches des Afghans et des tribus tsiganes, ont des pratiques plus animistes. Aussi cherchent-ils par la musique à créer des états de transe (Mast-e Ghalandar).
Par ailleurs, vu l'isolement de ces populations, loin des centres urbains, il y survit encore la fonction de medecine-man en la personne de certains musiciens guérisseurs. Comme pour les chamans sibériens ou les gnawas africains, il y a des rituels magiques avec des musiques spécifiques jouées notamment sur le sorud, sorte de vièle proche du sarangi indien. En outre, il existe le shervandi, un chant épique du XIXe siècle joué à la vièle sorud ou au luth tamburag sur un des 20 modes (zahirig) particuliers à cette région. C'est une variation du sowt, chant lyrique inspiré du maqâm arabe.

### Bandari
Le bandari est un type de musique populaire qui plonge ses racines dans la musique folklorique du sud de l'Iran. Ses rythmes lent-rapides en font une musique parfaite pour les danses folkloriques, particulièrement dans les mariages et autres célébrations. Cette musique tend à devenir de plus en plus électronique et festive, depuis l'avènement du synthétiseur à quart de ton. Par l'influence de la musique iranienne dans le monde oriental, ce style connait ses itérations dans les pays arabes notamment le « Dabka » syrien, musique très récemment[Quand ?] mise en avant par le travail d'Omar Souleyman notamment.

### Rang-e Gilaki
Rang-e Gilaki est la musique pratiquée dans cette région forestière où ce sont surtout les femmes qui chantent et les hommes qui jouent d'instruments spécifiques (laleh : une clarinette en forme de crosse de berger) de cette région, lors de rares festivités.

### Musique du Khorassan
Le Khorassan abrite une riche culture musicale proche de l'Asie centrale, représentée par les bardes bakhshîs, jouissant d'un statut social élevé, au répertoire de ballades amoureuses, mystiques ou épiques (par opposition aux bardes ashiqs, au répertoire populaire et de divertissement, proches des motrebs).
C’est une musique polyphonique avec deux types de combinaisons de tétracordes : successives et simultanées. Elle est jouée au luth dotâr, plus rarement au tambûr, et chantée en trois langues, parfois accompagnée de la vièle kamânche. Le répertoire turc est formé de dâstân, récits amoureux et mystiques relatant les miracles des saints et récits héroïques telle la grande épopée de Kuroghli. Le répertoire kurde consiste en récits d'événements importants (guerres tribales, révoltes contre l'État). Le répertoire persan est constitué de châhârbeyti, quatrains populaires.

### Musique kurde
Le Kurdistan iranien donne naissance à une musique sacrée d'inspiration martiale. Le grand daf et le tambûr y ont une place à part dans des cérémonies soufies ancestrales( zikr et jam). Il s'agit plus ici de musiques d'ivresse ou d'extase divine que de simple divertissement, un certain état (hâl) de ravissement étant recherché. Il existe de nombreuses confréries soufies telles lesQaderi et les Ahl-e haqq, qui ont développé tout un système musical demeuré hors de la musique classique iranienne. Les derviches chantent dans les modes suivants : Abedini, Sheykh Amiri, Sahari, Saru Khwâni, Tarz, Jelo Shahi, Baba Nâ'usi, Chapi, Bâbâ Jalili, Bâbâ Faqi, Khâmushi, Hejrani… Beaucoup d'entre eux portent le nom de leurs créateurs. Ils suivent plutôt une échelle chromatique avec des sauts inattendus et sont souvent exécutés en ensemble. Ostad Elahi en était un maître accompli.
D'autres musiciens tels que Shahram Nazeri, sont aussi compétents dans le répertoire kurde que dans celui du radif iranien, et contribuent à la popularité de cette musique. De même la famille Kamkar est entièrement dévouée quant à elle à une musique kurde d'inspiration plus folklorique, où l'homme de la rue se reconnaît plus facilement, mais qui sait aussi décliner certains éléments classiques.

### Musique du Lorestan
Cette musique se singularise par le fait qu'elle est héroïque et épique, et pas du tout pieuse ou passionnelle. Par ailleurs, elle intervient lors de nombreuses cérémonies liées au martyr d'Hossein, sous forme d'accompagnement au dohol et à la zurna.
Il y a aussi de nombreux chants de travail, des berceuses, des chants funèbres, etc. L'instrument de prédilection est la vièle kamânche.

### Musique du Mazandéran
La province septentrionale du Mazandéran a une culture de la musique folklorique différente qui inclut des chansons et des morceaux instrumentaux aussi bien que de la musique rituelle. Le rythme est habituellement simple dans les chansons, comme les katuli, qui sont plus communs aux alentours de la ville de Ali Abad. Ce type de chants est chanté quand les gens sortent une vache katouli pour l'emmener à la pâture. Parce que cette chanson était à l'origine chantée pendant la marche ou le travail, on y trouve souvent des syllabes tels que jana, hey ou aye qui sont ajoutées, permettant au chanteur de respirer pendant le travail. Une autre sorte de chanson est appelée kaleh haal (ou kal kaal, signifiant l'amant de Leili). Le terme kaleh haal pourrait se référer à sa petite longueur (kale haal signifie court présent) ou à ceux qui les chantent, des femmes au foyer qui chantaient ce type de chansons alors qu'elles cuisinaient dans un four appelé kaleh.
Les chansons amiri exploitent habituellement de longs poèmes écrits par Amir Paazvari, un poète légendaire originaire du Mazandaran. Il existe aussi un autre type de chansons appelées najma qui décrit l'amour entre le prince Najmedin de la province du Fars et une fille appelée Ranaa. Le najma est populaire dans tout l'Iran et est adapté aux cultures locales.
Les Charvadars sont une sorte de marchands colporteurs qui œuvraient autrefois en Iran ; leurs chansons sont appelées charvadari. En contraste avec la musique mazandarani, les charvadari ont un rythme plus important à l'oreille, peut être parce que ces chansons était souvent chantées à dos de cheval.

### Musique turkmène
À cheval sur les provinces de Mazandaran et Khorassan, elle est le fruit d'implantation ancienne de peuplades turkmènes. Plutôt rustique, c'est essentiellement une musique pastorale ou chamane, dont les bardes se nomment ozans, qui n'hésitent pas à imiter les cris des animaux. Certains toutefois ont hérité de la tradition des bakhshîs et ont un répertoire important, mais limité à cette seule langue. Ils s'accompagnent de la vièle geychak ou du luth dotâr.

### Diasporas juive et arménienne
Il existe de petites communautés juives et arméniennes, essentiellement citadines, qui n'ont plus été inquiétées depuis longtemps en Iran. Il en est issu beaucoup de musiciens qui ont opéré des échanges musicaux. Ils ont en outre, à la suite de la Révolution de 1979, essaimé à leur tour cet héritage à l'étranger.

## Musique populaire

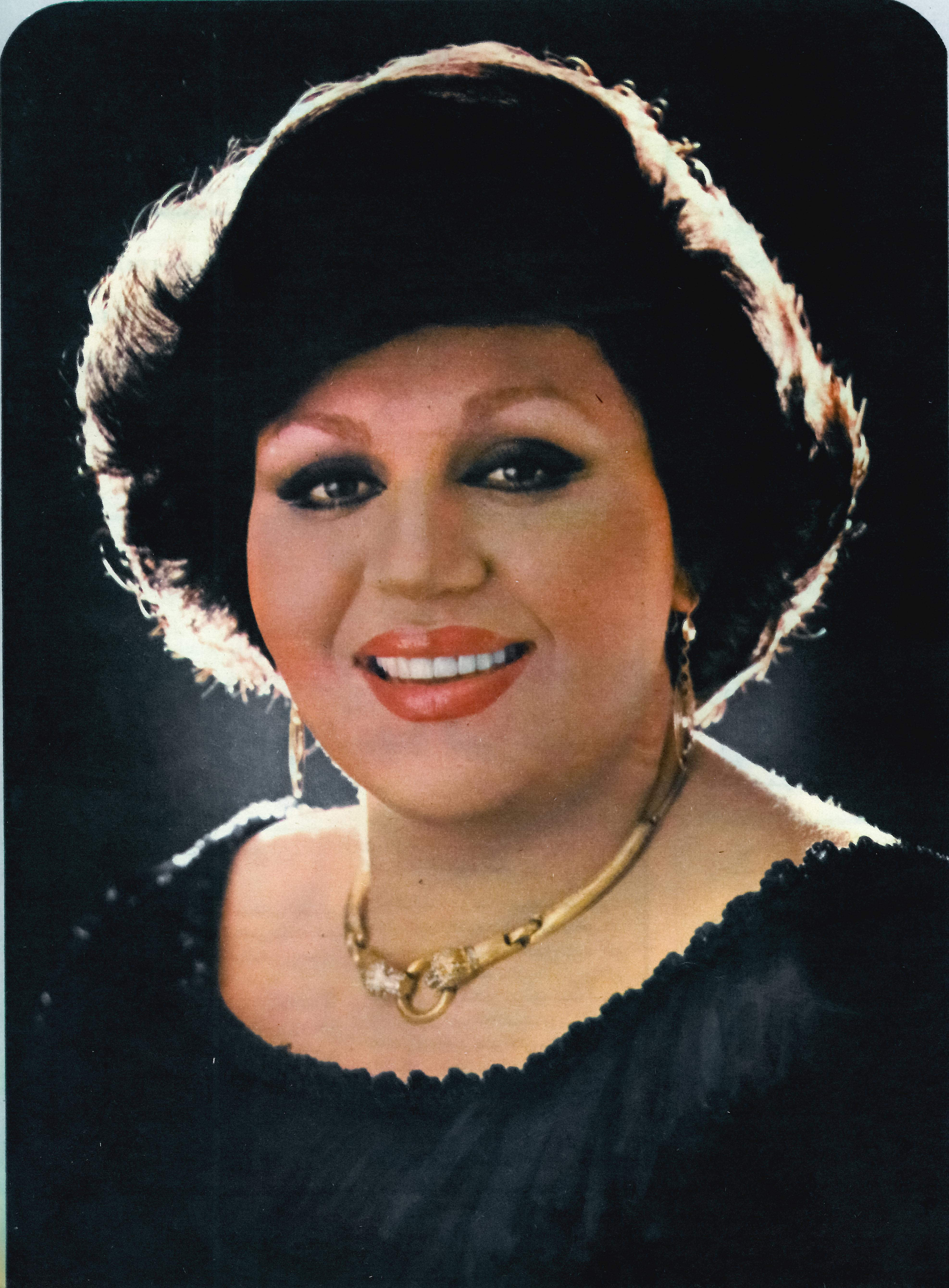
Hayedeh, l'une des chanteuses les plus populaires de Perse au XXe siècle.

L'Iran développe sa propre musique populaire dans les années 1970, utilisant des formes et des instruments indigènes et ajoutant de la guitare électrique et d'autres caractéristiques importées ; le musicien le plus populaire de cette époque était la chanteuse Gougoush. La musique pop n'a cependant pas duré, puisqu'elle a été bannie après la révolution de 1979. Beaucoup d'Iraniens ont alors trouvé refuge à l'étranger, particulièrement à Los Angeles aux États-Unis. Quelques pop-stars iraniennes en exil : Dariush, Ebrahim Hamedi (Ebi), Hayedeh, Marzieh, Vigen, Homeyra, Mahasti, Morteza et Sattar. D'autres, comme Mohammad Nouri, ont continué leur carrière en Iran.
Il y a aussi de nombreux nouveaux venus dans la musique pop persane qui ont leurs publics dont : Moein, Andy Madadian, Mansour, Groupe Sandy, Leila Forouhar, Farshid Amin, Shahrzad Sepanlou, Arash, Shadmehr Aghili, Jamshid, Cameron Cartio, Mohammad, Kamran & Hooman, Fereydoun, Shahriar. 
Ey Iran est une chanson devenue un hymne national non officiel[réf. nécessaire].

### Rock et musique électronique
Le rock en Iran est influencé par de nombreuses formes traditionnelles de musique persane et par des groupes populaires originaires de l'Occident, tels que, par exemple, Pink Floyd, The Doors, ou Dire Straits. Les influences diffuses continuent à être intégrées pour créer un nouveau style unique dans la musique persane. Nous pouvons noter la présence du très connu groupe de rock iranien : O-hum, (ﺂﻭﻫﺎﻢ, mirage en persan), ainsi que de 127. Le rock étant officiellement interdit en Iran, ces groupes utilisent leurs sites internet comme unique moyen de diffusion et de communication.
De nombreux Iraniens expatriés en Amérique du Nord et en Europe sont actifs dans le domaine de la musique électronique. Le groupe le plus connu est Deep Dish, basé à Washington, composé de Ali (Dubfire) et Shahram[réf. nécessaire].

## Instruments traditionnels

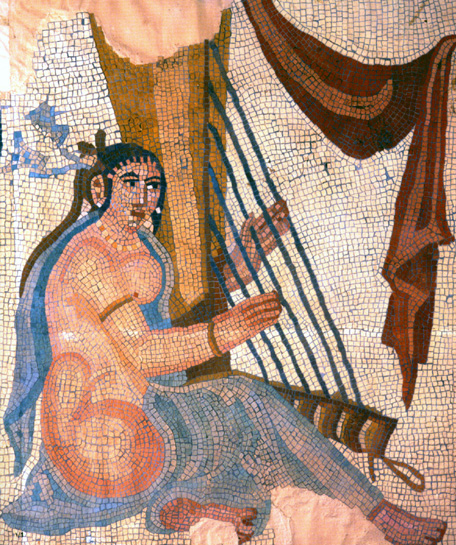
Mosaïque sassanide découverte à Bishapour.

Les instruments utilisés dans la musique classique persane sont de trois sortes. Les instruments à cordes, qui comprennent barbat, dotâr, kamânche, qanûn, rabâb, santûr, setâr, gheychak, tambûr, et târ. Les instruments à vent qui comprennent : ney, balaban ou narme-ney. Et les percussions, qui comprennent : tombak, daf, et dayre. Les harpes (chang) jouent un rôle important dans la musique classique perse jusqu'au XVIe siècle. Elles sont remplacées par le piano « quart de ton » qui est introduit en Iran depuis l'Occident à la même époque. Certains des instruments cités ci-dessus sont à l'origine d'instruments créés dans les pays voisins.
Certains instruments comme les zurna, neyanban, dohol, dozaleh ne sont plus utilisés dans le répertoire classique comme ils pouvaient l'être à la période sassanide, mais restent utilisés dans la musique folklorique persane. Beaucoup d'instruments non iraniens ont été introduits dans la musique classique de l'Iran moderne : le piano, le violon, la clarinette, puis, petit à petit, tous les instruments classiques occidentaux (violoncelle, contrebasse, hautbois…).
La musiqi-e assil devient un passe-temps après que les cassettes audio ont été introduites dans les années 1960. 

### Sources
- (en) Zonis, Ella. An Introduction to Persian Classical Music. Harvard University Press, Mass. 1973.
- (de) Massoudieh, M. T. Āwāz-e-Šūr: Zur Melodiebildung in der persischen Kunstmusik. Regensburg, 1968
- (en) Farhat, Hormoz. The Dastgah Concept in Persian Misic. Cambridge University Press, 1990.
- (en) Nooshin, Laudan. "The Art of Ornament". 2000. In Broughton, Simon and Ellingham, Mark with McConnachie, James and Duane, Orla (Ed.), World Music, Vol. 1: Africa, Europe and the Middle East, p. 355-362. Rough Guides Ltd, Penguin Books.  (ISBN 1-85828-636-0).
- (en) Bruno Nettl, Blackfoot Musical Thought : Comparative Perspectives, Ohio, The Kent State University Press, 1989, 198 p. (ISBN 0-87338-370-2 et 978-0-87338-370-7, OCLC 18589388, LCCN 88028450)
- (en) Lorraine Sakata, Music in the Mind, The Concepts of Music and Musicians in Afghanistan. Kent: Kent State University Press, 1983
- (en) Miller, Lloyd. Music and Song in Persia : The Art of Avaz. Salt Lake City University of Utah Press, 1999.
- Jean During, Musique et mystique dans les traditions de l'Iran, Institut français de recherche en Iran, Paris, 1989.
- Alain Chaoulli, Les Musiciens juifs en Iran, l'Harmattan, Paris, 2006,  (ISBN 2-296-00908-5)
- (en) Hossein Hamidi, Iranian folk music, Mahur Cultural Artistic Institute, Hasht Behesht, 1996.